# Drużynowe Mistrzostwa Polski na Żużlu 2016
Drużynowe Mistrzostwa Polski na Żużlu 2016 – 69. edycja Drużynowych mistrzostw Polski, organizowanych przez PZMot.

## PGE Ekstraliga

### Runda zasadnicza

#### Terminarz
| [ 2 ] | LES   | WRO   | TAR   | TOR   | ZIE   | GOR   | GRU   | RYB   |
| ----- | ----- | ----- | ----- | ----- | ----- | ----- | ----- | ----- |
| LES   |       | 43:47 | 52:38 | 50:40 | 45:45 | 42:48 | 55:35 | 45:45 |
| WRO   | 58:32 |       | 59:31 | 48:42 | 44:46 | 45:45 | 47:43 | 51:39 |
| TAR   | 48:42 | 41:49 |       | 31:58 | 39:51 | 42:48 | 47:43 | 50:40 |
| TOR   | 48:41 | 60:30 | 48:42 |       | 51:39 | 50:40 | 59:31 | 56:34 |
| ZIE   | 50:40 | 48:42 | 59:31 | 53:37 |       | 44:46 | 55:35 | 46:43 |
| GOR   | 53:37 | 48:42 | 59:31 | 62:28 | 44:46 |       | 56:34 | 53:36 |
| GRU   | 56:34 | 47:43 | 57:33 | 51:39 | 46:44 | 54:36 |       | 54:36 |
| RYB   | 54:35 | 52:38 | 48:42 | 38:52 | 36:54 | 43:47 | 55:35 |       |

#### Tabela[11][12]
| Msc | Drużyna                         | M. | Z. | R. | P. | Pkt | Bon | Razem | +/–  |
| --- | ------------------------------- | -- | -- | -- | -- | --- | --- | ----- | ---- |
| 1   | Stal Gorzów Wlkp.               | 14 | 10 | 1  | 3  | 21  | 6   | 27    | +111 |
| 2   | Ekantor.pl Falubaz Zielona Góra | 14 | 10 | 1  | 3  | 21  | 6   | 27    | +101 |
| 3   | Get Well Toruń                  | 14 | 9  | 0  | 5  | 18  | 4   | 22    | +78  |
| 4   | Betard Sparta Wrocław           | 14 | 7  | 1  | 6  | 15  | 2   | 17    | +26  |
| 5   | MRGARDEN GKM Grudziądz          | 14 | 7  | 0  | 7  | 14  | 2   | 16    | -18  |
| 6   | ROW Rybnik                      | 14 | 4  | 1  | 9  | 9   | 3   | 12    | -59  |
| 7   | FOGO Unia Leszno                | 14 | 3  | 2  | 9  | 8   | 2   | 10    | -72  |
| 8   | Unia Tarnów                     | 14 | 3  | 0  | 11 | 6   | 1   | 7     | -167 |

M. – liczba meczów, Z. – liczba zwycięstw, R. – liczba remisów, P. – liczba porażek,
Pkt. – liczba punktów, Bon. – liczba bonusów, Razem – suma Pkt. i Bon.,
+/– – różnica między zdobytymi i straconymi punktami biegowymi.

### Play-Off

#### Półfinały
| Data             | Gospodarz                       | Wynik | Gość                            | Uwagi                                               |
| ---------------- | ------------------------------- | ----- | ------------------------------- | --------------------------------------------------- |
| 4 września 2016  | Betard Sparta Wrocław           | 29:49 | Stal Gorzów Wielkopolski        |                                                     |
| 4 września 2016  | Get Well Toruń                  | 50:40 | Ekantor.pl Falubaz Zielona Góra |                                                     |
| 11 września 2016 | Stal Gorzów Wielkopolski        | 56:33 | Betard Sparta Wrocław           | Wynik dwumeczu – 105:62 dla Gorzowa Wielkopolskiego |
| 11 września 2016 | Ekantor.pl Falubaz Zielona Góra | 47:43 | Get Well Toruń                  | Wynik dwumeczu – 93:87 dla Torunia                  |

#### Mecz o 3. miejsce
| Data             | Gospodarz                       | Wynik | Gość                            | Uwagi                                    |
| ---------------- | ------------------------------- | ----- | ------------------------------- | ---------------------------------------- |
| 18 września 2016 | Betard Sparta Wrocław           | 42:48 | Ekantor.pl Falubaz Zielona Góra |                                          |
| 25 września 2016 | Ekantor.pl Falubaz Zielona Góra | 49:41 | Betard Sparta Wrocław           | Wynik dwumeczu – 97:83 dla Zielonej Góry |

#### Finał
| Data             | Gospodarz                | Wynik | Gość                     | Uwagi                                              |
| ---------------- | ------------------------ | ----- | ------------------------ | -------------------------------------------------- |
| 18 września 2016 | Get Well Toruń           | 49:41 | Stal Gorzów Wielkopolski |                                                    |
| 25 września 2016 | Stal Gorzów Wielkopolski | 51:39 | Get Well Toruń           | Wynik dwumeczu – 92:88 dla Gorzowa Wielkopolskiego |

### Baraż o prawo startu w PGE Ekstralidze w 2017 roku
Dwumecz barażowy o prawo startu w PGE Ekstralidze w sezonie 2017 nie został rozegrany. Zgodnie z nowym regulaminem licencyjnym, baraż nie mógł być organizowany w przypadku, gdy miała w nim wziąć udział drużyna, która korzystała ze stadionu znajdującego się poza terytorium Polski lub taki zespół zwyciężył w zmaganiach pierwszoligowców.

### Tabela końcowa
| Msc | Drużyna                         |
| 1   | Stal Gorzów Wielkopolski        |
| 2   | Get Well Toruń                  |
| 3   | Ekantor.pl Falubaz Zielona Góra |
| 4   | Betard Sparta Wrocław           |
| 5   | MRGARDEN GKM Grudziądz          |
| 6   | ROW Rybnik                      |
| 7   | FOGO Unia Leszno                |
| 8   | Unia Tarnów                     |

### Statystyki PGE Ekstraliga – TOP 5
| Msc. | Żużlowiec        | Wiek | M. | B. | Pkt. | Bon. | Razem | Śr. bieg. | KSM |
| ---- | ---------------- | ---- | -- | -- | ---- | ---- | ----- | --------- | --- |
| 1    | Bartosz Zmarzlik | 21   | 18 | 88 | 207  | 11   | 218   | 2,477     | –   |
| 2    | Tai Woffinden    | 26   | 18 | 95 | 223  | 6    | 229   | 2,411     | –   |
| 3    | Jason Doyle      | 31   | 18 | 97 | 202  | 17   | 219   | 2,258     | –   |
| 4    | Grigorij Łaguta  | 32   | 13 | 70 | 144  | 11   | 155   | 2,214     | –   |
| 5    | Greg Hancock     | 46   | 18 | 92 | 190  | 12   | 202   | 2,196     | –   |

Wiek według roku urodzenia. Żużlowcy do 21 lat - młodzieżowcy (inaczej juniorzy),
M. - liczba meczów, B. - liczba biegów, Pkt. - liczba punktów, Bon. - liczba bonusów,
Razem - suma Pkt. i Bon., Śr. bieg. - iloraz Razem przez B., KSM - iloczyn Śr. bieg. bez Bon. razy 4,
Msc. - miejsce na liście klasyfikacyjnej, nsk - żużlowiec niesklasyfikowany

## Nice Polska Liga Żużlowa

### Runda zasadnicza

#### Terminarz
| [ 14 ] | RZE   | DYN   | BYD   | KRA   | ŁÓD   | GDA   | PIŁ   | KRO   | RAW   | CZE   | OPO   |
| ------ | ----- | ----- | ----- | ----- | ----- | ----- | ----- | ----- | ----- | ----- | ----- |
| RZE    |       | 47:43 | 60:30 | 48:42 | 50:39 | 30:59 | 51:36 | 54:36 |       | 50:40 |       |
| DYN    | 52:37 |       | 49:41 | 54:35 | 42:47 | 56:34 | 51:39 | 59:31 |       | 51:39 |       |
| BYD    | 43:47 | 40:50 |       | 49:41 | 41:49 | 46:44 | 46:44 | 48:42 |       | 41:49 |       |
| KRA    | 51:39 | 39:51 | 50:40 |       | 35:55 | 49:41 | 52:38 | 48:42 |       | 46:44 |       |
| ŁÓD    | 62:28 | 56:34 | 60:30 | 52:38 |       | 58:31 | 47:43 | 59:31 |       | 64:25 |       |
| GDA    | 62:28 | 55:35 | 59:31 | 44:46 | 40:50 |       | 45:44 | 49:41 |       | 54:36 |       |
| PIŁ    | 55:35 | 40:49 | 51:39 | 49:41 | 40:50 | 49:41 |       | 53:37 |       | 61:29 |       |
| KRO    | 42:48 | 33:57 | 47:43 | 48:42 | 39:51 | 50:40 | 29:49 |       |       | 41:49 |       |
| RAW    | 35:55 | 32:57 | 44:46 | 32:57 | 23:31 | 27:63 | 30:57 | 33:57 |       | 25:65 | 51:38 |
| CZE    | 50:40 | 54:36 | 66:24 | 51:39 | 46:44 | 53:37 | 60:30 | 59:31 |       |       |       |
| OPO    | 37:53 | 31:58 | 46:44 | 47:41 | 29:61 | 44:46 | 33:57 | 35:55 | 57:33 | 33:57 |       |

#### Tabela[19]
| Msc | Drużyna                        | M. | Z. | R. | P. | Pkt | Bon | Razem | +/–  |
| --- | ------------------------------ | -- | -- | -- | -- | --- | --- | ----- | ---- |
| 1   | Orzeł Łódź                     | 18 | 16 | 0  | 2  | 32  | 8   | 40    | +290 |
| 2   | SK Lokomotīve Dyneburg         | 18 | 13 | 0  | 5  | 26  | 6   | 32    | +154 |
| 3   | Eko-Dir Włókniarz Częstochowa  | 18 | 12 | 0  | 6  | 24  | 4   | 28    | +125 |
| 4   | Stal BETAD Leasing Rzeszów     | 18 | 11 | 0  | 7  | 22  | 2   | 24    | -14  |
| 5   | Polonia Piła                   | 18 | 9  | 0  | 9  | 18  | 5   | 23    | +70  |
| 6   | Renault Zdunek Wybrzeże Gdańsk | 18 | 9  | 0  | 9  | 18  | 3   | 21    | +71  |
| 7   | Speedway Wanda Instal Kraków   | 18 | 8  | 0  | 10 | 16  | 4   | 20    | -34  |
| 8   | Polonia Bydgoszcz              | 18 | 5  | 0  | 13 | 10  | 1   | 11    | -176 |
| 9   | KSM Krosno                     | 18 | 5  | 0  | 13 | 10  | 1   | 11    | -144 |
| 10  | Kolejarz Opole                 | 11 | 3  | 0  | 8  | 6   | 0   | 6     | -126 |
| 11  | Holistic-Polska Rawicz         | 11 | 1  | 0  | 10 | 2   | 0   | 2     | -216 |

M. – liczba meczów, Z. – liczba zwycięstw, R. – liczba remisów, P. – liczba porażek,
Pkt. – liczba punktów, Bon. – liczba bonusów, Razem – suma Pkt. i Bon.,
+/– – różnica między zdobytymi i straconymi punktami biegowymi.

### Play-Off

#### Finał
| Data             | Gospodarz              | Wynik | Gość                   | Uwagi                                |
| ---------------- | ---------------------- | ----- | ---------------------- | ------------------------------------ |
| 18 września 2016 | SK Lokomotīve Dyneburg | 47:43 | Orzeł Łódź             |                                      |
| 25 września 2016 | Orzeł Łódź             | 46:44 | SK Lokomotīve Dyneburg | Wynik dwumeczu – 91:89 dla Dyneburga |

### Statystyki Nice Polska Liga Żużlowa – TOP 5
| Msc. | Żużlowiec         | Wiek | M. | B.  | Pkt. | Bon. | Razem | Śr. bieg. | KSM |
| ---- | ----------------- | ---- | -- | --- | ---- | ---- | ----- | --------- | --- |
| 1    | Andžejs Ļebedevs  | 22   | 20 | 100 | 217  | 20   | 237   | 2,370     | –   |
| 2    | Robert Miśkowiak  | 33   | 20 | 98  | 206  | 15   | 221   | 2,255     | –   |
| 3    | Joonas Kylmäkorpi | 36   | 16 | 76  | 156  | 14   | 170   | 2,237     | –   |
| 4    | Hans Andersen     | 36   | 15 | 75  | 156  | 9    | 165   | 2,200     | –   |
| 5    | Paweł Miesiąc     | 31   | 10 | 54  | 115  | 3    | 118   | 2,185     | –   |

Wiek według roku urodzenia. Żużlowcy do 21 lat - młodzieżowcy (inaczej juniorzy),
M. - liczba meczów, B. - liczba biegów, Pkt. - liczba punktów, Bon. - liczba bonusów,
Razem - suma Pkt. i Bon., Śr. bieg. - iloraz Razem przez B., KSM - iloczyn Śr. bieg. bez Bon. razy 4,
Msc. - miejsce na liście klasyfikacyjnej, nsk - żużlowiec niesklasyfikowany